# Pak Gil-Jong
Pak Gil-Jong (14 de enero de 1951) es un deportista norcoreano que compitió en judo. Ganó una medalla de bronce en el Campeonato Mundial de Judo de 1975 en la categoría de +93 kg.
Participó en los Juegos Olímpicos de Montreal 1976, donde finalizó séptimo en la categoría abierta y noveno en la categoría de +93 kg.

## Palmarés internacional
| Campeonato Mundial | Campeonato Mundial | Campeonato Mundial | Campeonato Mundial |
| Año                | Lugar              | Medalla            | Categoría          |
| ------------------ | ------------------ | ------------------ | ------------------ |
| 1975               | Viena (Austria)    | Medalla de bronce  | +93 kg             |